# Сходи, що кричать
Сходи, що кричать (англ. The Screaming Staircase) — підлітковий роман у жанрі трилер-надприродна фантастика, від Джонатана Страуда. Це перша книга у серії Агенція «Локвуд і Ко», випущена 29 серпня 2023 року видавництвом Random House у Великій Британії, 17 вересня 2013 року Disney-Hyperion у США, та у 2019 році завдяки видавництву А-ба-ба-га-ла-ма-га в Україні.
Події відбуваються у сучасному Лондоні, який переживає стан названий як «Проблема» — примари, що з'являються вночі по всьому місту і нападають на живих людей. Були створені агенції, які за певну плату захищають людей від привидів та їх небезпек. Однак лише деякі діти та підлітки мають «талант» відчувати привидів, який вони поступово втрачають, коли їм виповнюється двадцять років. Агенціями керують ті, хто вже пройшов вік чутливості до привидів, а оперативними агентами є молодь з все ще наявними талантами, необхідними для розгадки привидів. Сфера діяльності агенції наражає її працівників на небезпеку у процесі виконання завдань.
Історія розповідає про Люсі Карлайл та агенцію «Локвуд і Ко» — єдину в Лондоні агенцію з розслідування надприродних явищ та суб'єктів, які ведуть підлітки. Агенцію очолює Ентоні Локвуд, до приходу Люсі в ній працював ще один активний співробітник — Джордж Каббінс. Протягом серії вони розслідують і розкривають справи про привидів і знаходять глибші істини, що стоять за примарами й «Проблемою».

## Синопсис
На території Лондона виникла зловісна проблема: різноманітні примари, привиди та духи з'явилися по всьому місту, і ведуть вони себе не зовсім приязно. Але існують молоді люди, що володіють психічними здібностями, необхідними для того, щоб побачити та викорінити цих надприродних ворогів. Виникло багато різних агенцій виявлення паранормального, вони готові братися за небезпечну роботу, і звичайно ж, вони знаходяться в жорсткій конкуренції за бізнес.
За сюжетом книги відважна і талановита Люсі Карлайл об'єднується з Ентоні Локвудом, харизматичним лідером однієї невеликої агенції, яка працює незалежно. Після того, як завдання призводить до жахливого відкриття і катастрофічного кінця, Люсі, Ентоні, і їх саркастичний колега Джордж змушені взяти участь в небезпечному розслідуванні, що стосується одного з найбільш часто відвідуваних будинків в Англії.

## Персонажі
- Люсі Карлайл:[3] Найновіша учасниця агенції «Локвуд і Ко» і оповідач книги, їй 15 років,[4] її описується як така, яка швидко починає бійку. У попередніх редакціях вона була відома як Люсі Пурсер.[5] Донька керівника станції на півночі Англії, вона змалку приєдналася до місцевого місця роботи. Однак після катастрофічного випадку, який призвів до загибелі її колег-агентів, Люсі залишила колишню роботу і сім'ю, щоб почати все спочатку у Лондоні. Талант Люсі полягає в її слуху та емпатії через дотик.
- Ентоні Локвуд: Керівник «Локвуд і Ко», якого часто називають просто Локвуд. Його описують як «хвацького» і «трохи нерозважливого».[5] Його талант — гострий «зір» — бачити привидів і смертельні відблиски, психічний залишок, що залишається після насильницької смерті. Локвуд відомий своїм швидким, але ретельним підходом до привидів і пишається своїми здібностями. Він — загадковий молодий чоловік, який осиротів і залишився з впливовими статками у спадок від сім'ї.
- Джордж Каббінс: Заступник Ентоні, доволі цинічний. Він доволі огрядний і трохи неохайний.[5] Джордж набагато більше зосереджений на дослідженнях і підготовці, ніж інші два агенти, і віддає перевагу довшим перервам між завданнями. Він рідко ладнає зі своєю колегою-агенткою Люсі, але поділяє сильну пристрасть з Локвудом. Він також дуже прив'язаний до черепа в скляній банці, який належить йому. У черепі наявний привид.
- Сюзі Мартін: Дочка місис Гоуп, вона зустрічається з агенцією «Локвуд і Ко» через втрату матері, щоб розслідувати присутність «Відвідувача» в будинку її родини. Вона досить скептично ставиться до того наскільки юними є учасники агенції.[6]
- Енні Ворд: Молода жінка, яка повертається як привид другого типу після своєї смерті. «Локвуд і Ко» стикається з нею на початку книги, та згодом розгадують таємницю її вбивства. Її «Джерело» — це медальйон, який «Локвуд і Ко» знайшли на шиї трупа. Вона та Люсі мають сильний екстрасенсорний зв'язок.
- Інспектор Барнс: слідчий «DEPRAC» (Департаменту психічних досліджень і контролю), який базується в Скотланд-Ярді. Барнс, з виду, не схвалює і, можливо, недолюблює Локвуда і Джорджа, проте взаємодіє з ними під час «справи Енні Ворд».
- Сер Джон Вільям Ферфакс: Багатий промисловець, власник маєтку з привидами Комб Кері Голл, доручає «Локвуду і Ко» розгадати таємницю маєтку і пропонує їм гроші, необхідні для порятунку компанії від боргів. Та потім хотів їх вбити.
- Г'юґо Блейк: 22-річний хлопець Енні Ворд, якого звинуватили у вбивстві Енні Ворд.

## Продовження
Продовження книги під назвою Череп, що шепоче вийшло через рік, у вересні 2014 року Друге продовження під назвою "Примарний хлопець" вийшло у вересні 2015 р. Четверта книга серії, "Тінь, що крадеться", вийшла у вересні 2016 р. Остання книга "Порожня могила" вийшла у вересні 2017 р. Пов'язана з серією книга "Кинджал у столі" вийшла у лютому 2015 р.

## Аудіокнига
У 2013 році цей роман також був опублікований у вигляді онлайн-аудіокниги на сайті Audible, зачитаний Мірандою Рейсон.

## Екранізація
Права на екранізацію були придбані в грудні 2012 року компаніями Illumination Entertainment та Universal Pictures, ця власність стала першим повнометражним проєктом для першої студії. Фільм під назвою "Локвуд і Ко: Сходи, що кричать", мав продюсувати генеральний директор Illumination Entertainment Кріс Меледандрі, однак у вересні 2017 року було оголошено, що телевізійна студія Big Talk Productions викупила права на «Локвуд і Ко», плануючи адаптувати книжки у телесеріал. У грудні 2020 року було оголошено, що права на екранізацію переходять до Netflix, разом з призначенням Джо Корніша як автора адаптації. Фільмування серіалу Агенція «Локвуд і Ко» розпочалися протягом тижня після 5 липня 2021 року, а прем'єра відбулася 27 січня 2023 року.
Події роману Сходи, що кричать були адаптовані як перші три серії першого сезону серіалу Агенція «Локвуд і Ко» від Netflix, з наступними назвами: Це будемо ми (англ. This Will Be Us), Відпусти мене (англ. Let Go Of Me) та Сумніви у зірках (англ. Doubt Thou The Stars).